# Edinost (časnik)
Edinost je bilo v obdobju med 1876 in 1928 politično glasilo tržaških Slovencev.
V dobi delovanja čitalnic v mestu in obmestju Trsta, izdajanja časopisov in knjig ter prirejanja taborov je vodstvo Političnega društva Edinost sklenilo ustanoviti lastno politično glasilo. 8. januarja 1876 je začelo izdajati časnik Edinost. Prikazoval je situacijo Slovencev predvsem v Trstu, pa tudi na širšem področju Primorske in Istre. V Programu, ki je objavljen v 1. številki, je zapisano, da bo časnik popolnoma neodvisen, svobodoljuben, miroljuben (priporočal bo slogo), naroden (odbijal bo napade na slovenski narod, zavzemal se bo za slovenski jezik v šolah, pisarnah in javnih zavodih), vzgajal bo slovensko rodoljubje, z verskimi zadevami pa se ne bo ukvarjal. Hrvaški liberalski politik Vjekoslav Spinčić je v jubilejni številki Edinosti januarja 1926 zapisal, da je bil Trst središče širjenja narodne zavesti med istrskimi Hrvati in Slovenci. Med istrskimi Hrvati je to vlogo opravljal časopis Naša sloga, med tržaškimi in istrskimi Slovenci, do neke mere pa tudi na Goriškem, pa Edinost. Po drugi svetovni vojni to vlogo opravlja Primorski dnevnik.  Že v startu se je pojavil problem tiskanja. Tako so prva štiri leta časnik tiskali v tiskarni Avstrijskega Lloyda, naslednja štiri leta pa v tiskarni Franca Hvale. Podjetnik, časnikar in politik Viktor Dolenc je leta 1884 ustanovil slovensko podjetje, tiskarno Dolenc, kar je rešilo problem tiskanja vse do leta 1898.  Nato je politično društvo Edinost ustanovilo lastno zadružno tiskarno pod imenom Tiskarna Edinost. Najprej je delovala v ulici Torrebianca, nato v Narodnem domu v Trstu, nato se je leta 1914 vselila v lastno stavbo v Ulici sv. Frančiška, kjer so tiskali časnik vse do njegove nasilne ukinitve, ko je fašistična oblast v Italiji Edinost prepovedala. Časnik je prenehal izhajati zaradi sistematičnega fašističnega pritiska na slovensko manjšino. Fašisti so večkrat napadli tiskarno, posamezne številke zaplenili in končno septembra 1928 glasilo prepovedali.
Edinost je začela izhajati leta 8. januarja 1876 kot štirinajstdnevnik, 1880 je postala tednik; od druge polovice 1882 je izhajala dvakrat, od začetka 1894 pa trikrat na teden v jutranji in večerni izdaji. Od aprila 1898 je izhajala dvakrat dnevno, od 1900 pa enkrat dnevno. Leta 1893 je izhajal Novičar kot večerna izdaja Edinosti; 1914 in deloma 1915 je izhajala Večerna Edinost.  V začetku je bila naklada 700 izvodov, največja pa okoli 12.000. Kot dnevnik je Edinost svojo pomembno informativno nalogo opravljala zlasti v prvem desetletju, ko je bila Primorska pod Italijo. 
Prvi izdajatelj in odgovorni urednik je bil Ivan Dolinar. Poznejši uredniki so bili Ivan Tosti, Anton Šlunder, Josip Milanič, Fran Hvala, Avgust Bremic, Viktor Dolenc, Fran Žitko, Julij Mikota, Lovro Žvab, Maks Cotič, Fran Godnik, Štefan Godina, Anton Gerbenc, Filip Peric.  Leta 1879 je Edinost prvič dobila tudi podnaslov, ki se je glasil Glasilo slovenskega političnega društva za Primorsko. Leta 1898 se je preimenoval v Glasilo političnega društva Edinost za Primorsko, z začetkom prve svetovne vojne pa je časnik Edinost ostal brez podnaslova.